# The Hump
The Hump var det navn som de allierede piloter, under anden verdenskrig, gav den østlige del af Himalaya-bjergene, som de overfløj ved lufttransporter fra Indien til Kina, for at forsyne kampgruppen de flyvende tigre og Chiang Kai-sheks  kinesiske regering, med krigsmateriel og andre nødvendige forsyninger.